# نادي بيرخيم
كونينكلييك بيرخيم سبورت 2004 نادي كرة قدم بلجيكي يقع في مدينة بيرخيم. يلعب حاليا في دوري درجة الصعود ب (المستوى الرابع). سبق له اللعب في الدرجة الأولى.
تأسس النادي في 13 أغسطس 1906 وانضم إلى الاتحاد البلجيكي لكرة القدم في 22 أبريل 1908. في 1931 تم إضافة لقب رويال (الملكي) قبل اسم النادي.